# Еланка (приток Оми)
Еланка — река в Новосибирской и Омской областях России. Исток находится в Семислинском болоте (Омская область). Устье реки находится в 301 км по правому берегу реки Оми. Длина реки — 34 км. Ширина ближе к устью — 13 м, глубина 1,2 м.
На реке стоит одноимённое село Еланка (Усть-Таркский район Новосибирской области).

## Данные водного реестра
По данным государственного водного реестра России относится к Иртышскому бассейновому округу, водохозяйственный участок реки — Омь, речной подбассейн реки — Омь. Речной бассейн реки — Иртыш.